# 伊拉瓦湖
伊拉瓦湖（白俄羅斯語：Ілава）是白俄羅斯的湖泊，由維捷布斯克州負責管轄，屬於道加瓦河的流域，長1.49公里、寬1.19公里，面積1.44平方公里，集水區面積4平方公里，湖岸線長度4.9公里。